# Comuna Popovac, Osijek-Baranja
Popovac este o comună în cantonul Osijek-Baranja, Croația, având o populație de 2.084 de locuitori (2011).

## Demografie
Componența etnică a comunei Popovac
     Croați (71,4%)
     Sârbi (17,03%)
     Maghiari (3,89%)
     Romi (1,54%)
     Sloveni (1,39%)
     Necunoscut (1,3%)
     Neclasificat (2,98%)
Componența confesională a comunei Popovac
     Catolici (74,42%)
     Ortodocși (19,05%)
     Fără religie și atei (1,73%)
     Musulmani (1,01%)
     Alți creștini (1,01%)
     Necunoscută (2,3%)
     Alte religii (0,48%)
Conform recensământului din 2011, comuna Popovac avea 2.084 de locuitori. Din punct de vedere etnic, majoritatea locuitorilor (71,4%) erau croați, existând și minorități de sârbi (17,03%), maghiari (3,89%), romi (1,54%) și sloveni (1,39%). Apartenența etnică nu este cunoscută în cazul a 1,3% din locuitori. Din punct de vedere confesional, majoritatea locuitorilor (74,42%) erau catolici, existând și minorități de ortodocși (19,05%), persoane fără religie și atei (1,73%), null (1,01%) și musulmani (1,01%). Pentru 2,3% din locuitori nu este cunoscută apartenența confesională.